# كأس النمسا 2014–15
كأس النمسا 2014–15 (بالألمانية: Österreichischer Fußball-Cup 2014/15)‏ هو الموسم 80 من كأس النمسا. أقيم خلال الفترة 11 يوليو 2014 وحتى 3 يونيو 2015، وأشرف على تنظيمه اتحاد النمسا لكرة القدم، وكان عدد الأندية المشاركة فيه 64، وفاز فيه ريد بل زالتسبورغ.